# Namen Noemen
Namen Noemen was een quizprogramma van de BRT dat van 1984 tot 1986 op antenne kwam. In het quizprogramma van de BRT-dienst Amusement Woord speelde een team van vier vrouwelijke bekende Vlamingen tegen vier mannelijke bekende Vlamingen. De presentatie was in handen van Kurt Van Eeghem die zetelde in een opmerkelijke stoel met roze en lichtblauwe bekleding. Het programma werd opgenomen voor levend publiek in het Amerikaans Theater. Regisseur was John Erbuer, producer Luc Beerten en productieleider Jan Geysen.
De twee teams moesten eigennamen of begrippen raden op basis van de tips van het andere team.
Panelleden waren onder meer:
- Brigitte Raskin
- Myriam Thys
- Kris Smet
- Aimée de Jaeger
- Katrien Devos
- Rachel Frederix
- Micha Marah
- Bea Van der Maat
- Jean Blaute
- Daniël Van Avermaet
- Cas Vander Taelen
- Ivan Heylen
- Johan Anthierens
- Carl Huybrechts
- Mark Uytterhoeven
- Gerd De Ley